# Fuente Carrasca (Jaén)
Fuente Carrasca es una pedanía perteneciente al municipio de Torres de Albanchez (provincia de Jaén (España).
- Altitud: Entre 1059 y 1100 metros sobre el nivel del mar.
- Población: Estimada en 11 habitantes en 2023.